# Harold & Kumar Escape from Guantanamo Bay
Harold & Kumar Escape from Guantanamo Bay är en amerikansk komedifilm som hade premiär 25 april 2008 i USA och var uppföljare till Harold & Kumar Go to White Castle.

## Skådespelare
- John Cho - Harold Lee
- Kal Penn - Kumar Patel
- Rob Corddry - Ron Fox
- Paula Garcés - Maria
- Danneel Harris - Vanessa
- Eric Winter - Colton
- David Krumholtz - Goldstein
- Eddie Kaye Thomas - Rosenberg
- Roger Bart - Dr. Beecher
- Neil Patrick Harris - 'Neil Patrick Harris'
- Christopher Meloni - "the Grand Wizard of the KKK"
- Clyde Kusatsu - Mr. Lee
- Beverly D'Angelo - Sally
- Jon Reep - Raymus
- Ed Helms - Tolk
- Adam Herschman - Archie
- Jack Conley - Deputy Frye
- Tamara Feldman - Chloe
- Randal Reeder - Big Bob
- James Adomian - President George W. Bush
- Echo Valley - Tits Hemmingway
- Missi Pyle - Raylene
- Saville Carr Jr. - Charl